# Mass Effect: Revelation
Mass Effect: Revelation è un romanzo di fantascienza del 2007 dell'autore canadese Drew Karpyshyn, ispirato alla serie di videogiochi di Mass Effect di cui è un prequel, e di cui l'autore è uno dei principali sceneggiatori.

## Trama
XXII secolo. Ogni civiltà avanzata della galassia è basata sulla tecnologia ereditata dai Prothean, un'antica razza che dominava la galassia 50.000 anni fa per poi estinguersi in circostanze misteriose. Dopo aver scoperto resti di tale tecnologia in uno scavo archeologico su Marte, l'umanità è finalmente pronta all'esplorazione dello spazio; ultimi arrivati tra le specie capaci di viaggi interstellari, gli umani devono lottare per conquistarsi un posto all'interno della comunità galattica.
Il capitano David Anderson, eroe dell'Alleanza dei Sistemi umana, risponde ad un segnale di soccorso proveniente da un laboratorio di ricerca militare top secret situato nel Confine di Skyllian, una regione remota dello spazio colonizzato: trova la struttura distrutta, l'équipe massacrata e un enorme mistero da risolvere.
Le sue attenzioni si spostano su Kahlee Sanders, giovane scienziata sparita dal laboratorio poco prima che venisse attaccato da un misterioso nemico. Cercarla creerà al capitano Anderson più problemi di quelli che inizialmente avrebbe dovuto risolvere: collaborando con un oscuro agente alieno, sarà costretto a vagare in mondi inesplorati e a fronteggiare oscure cospirazioni.

## Edizione italiana
- Drew Karpyshyn, Mass Effect: Revelation, Multiplayer.it, 2009,  pp. 288 pp., ISBN 978-88-6355-045-0.